# Envikens kyrka
Envikens kyrka är en kyrkobyggnad i Rönndalen i Falu kommun. Den är församlingskyrka i Envikens församling, Västerås stift. Kyrkplats ligger på en höjd, omgiven av öppet odlingslandskap och med utsikt mot Klockarsjön i nordost.

## Kyrkobyggnaden
Under vintertid brukade gudstjänster hållas i kommunalhuset i Rönndalen eftersom Envikens gamla kyrka var svår att värma upp.
Nya kyrkan uppfördes åren 1956-1957 efter ritningar av arkitekt Sven Ahlbom. 1 september 1956 togs första spadtaget och 2 juni 1957 invigdes kyrkan av biskop John Cullberg. 1986 genomfördes en inre restaurering då snickerierna förbättrades och väggarna rengjordes. 2003 lades tornets skiffertäckning om.
Kyrkan består av ett långhus som täcks av ett brant skifferklätt sadeltak. Vid sydvästra sidan finns ett vapenhus som täcks av ett valmat tak. Vid nordöstra sidan finns ett kyrktorn som täcks av en skifferklädd kupol i två avsatser. Ytterväggarna är vitputsade med grovt kalkcementbruk. Byggnaden har en stomme av tegel och vilar på en betonggrund som döljs bakom en sockel av gråsten.
Kyrkorummet har ett plant trätak som bärs upp av öppna bjälkar. I väster finns en orgelläktare som bärs upp av mörkblå betongkolonner. Vid kyrkorummets norra sida, inom tornets murar, finns en läktare som kallas gapskulle. Koret ligger tre steg högre än övriga kyrkorummet och skiljs av med en triumfbåge. Korets golv är belagt med kalksten medan övriga kyrkorummets golv är hårdbränt tegel lagt i cement.

## Inventarier
- Ett altarskåp är tillverkat av Nils Aron Berge.
- Orgeln med 17 stämmor är tillverkad av Olof Hammarberg i Göteborg och invigd 5 oktober 1958. Tillhörande orgelfasad är utformad i samråd med kyrkans arkitekt Sven Ahlbom.

| Man I. Ryggpositiv C-f3 | Man II. Huvudverk (sv) C-f3 | Pedal C-d1   | Koppel |
| ----------------------- | --------------------------- | ------------ | ------ |
| Trägedackt 8'           | Gedackt 8'                  | Subbas 16'   | I/II   |
| Spetsflöjt 4'           | Kvintadena 8'               | Principal 8' | II/P   |
| Principal 2'            | Principal 4'                | Nachthorn 4' | I/P    |
| Nasat 1 1/3'            | Rörflöjt 4'                 | Fagott 16'   |        |
| Scharf II               | Gemshorn 2'                 |              |        |
| Skalmeja 8'             | Mixtur IV                   |              |        |
|                         | Sesquialtera II             |              |        |

### Webbkällor
- Kulturhistorisk karakteristik Envikens nya kyrka